# 鹿耳門鎮門宮

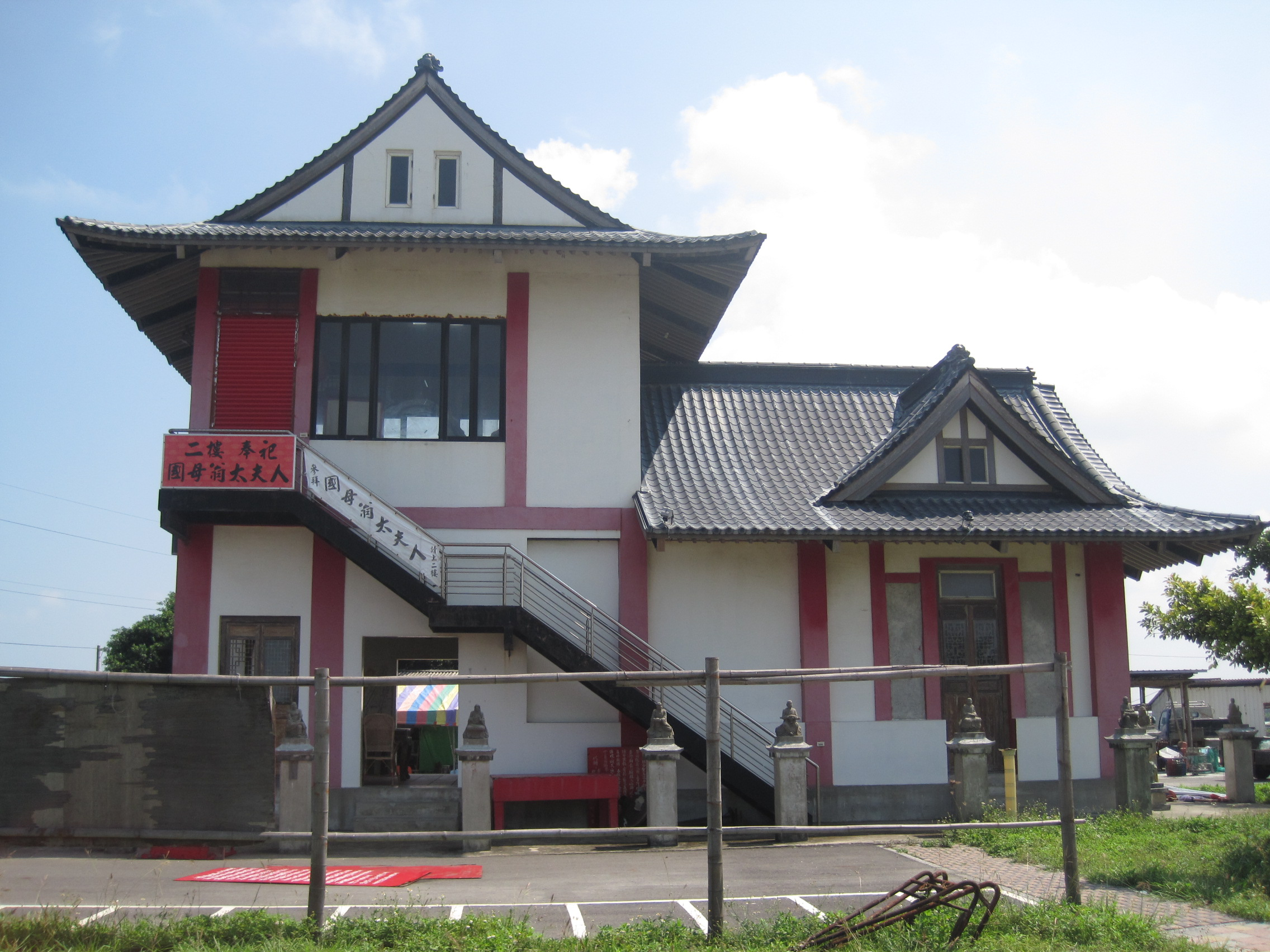
鎮門宮側面

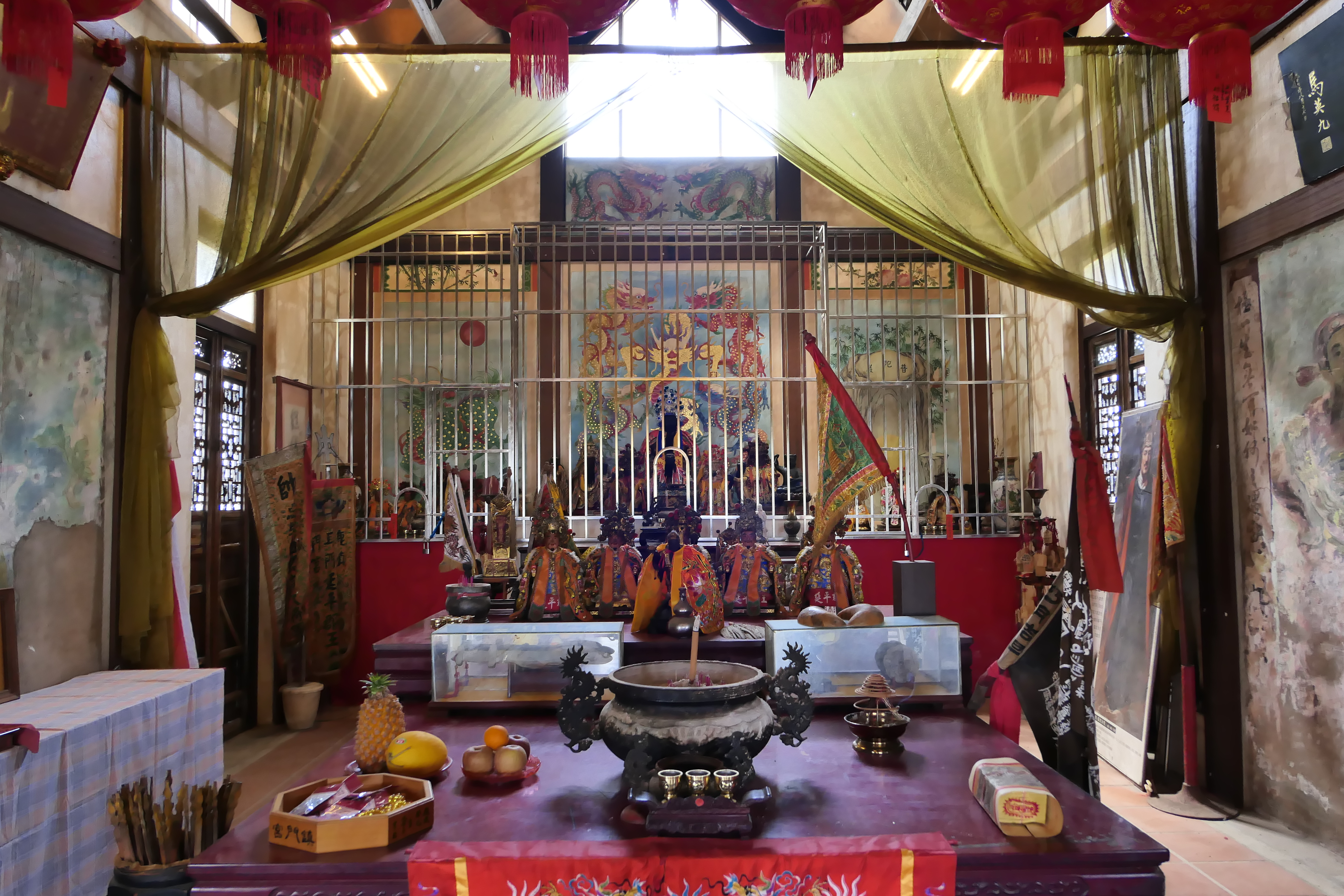
鎮門宮正殿

鹿耳門鎮門宮位於臺灣臺南市安南區鹿耳門溪出海口南岸，為主祀鄭成功的小廟宇。該廟虎邊的門神與一般廟宇有別，為洋人外表。原本是赤腳，但在2003年據說有來臺的荷蘭人向臺南市政府請求，希望能讓赤腳門神有鞋穿，後來時任市長許添財主持儀式，火化一雙長筒靴跟兩雙短筒靴獻給門神。

## 沿革
鎮門宮興建於民國75年（1986年），原是鐵皮搭建的平房式小廟。據說當時有鄭軍士兵託夢，希望能在鹿耳門溪溪口附近立廟供奉鄭成功。之後經鹿耳門天后宮媽祖降旨擇定廟地，授名「鎮門宮」，有「鎮守鹿耳門」之意。
該廟在民國95年（2006年）重建，約在民國97年（2008年）完工。工程由林中信執事，新廟外觀與一般廟宇有別，為仿明式歇山門樓。
民國105年（2016年）8月14日的祝壽法會上，該廟主委林忠民表示因鄭成功託夢要向原住民道歉，所以在廟旁鹿耳門公園舉辦祈安法會。該法會儀式儀式由無極鳳慈宮協辦，並請來時任副市長顏純左及時任副議長郭信良做見證。但該法會引來西拉雅族不滿，8月16日在市議員谷暮‧哈就與蔡玉枝主持下，有多位西拉雅族人在臺南市議會抗議鎮門宮藉法會消費原住民與阿立祖。西拉雅族長老指出該場法會服裝、儀式、法器都不對，不符合西拉雅族傳統。對此主委林忠民回應，鎮門宮是首次舉辦又不懂原住民儀式，才找有經驗的團體代辦，「若他們不滿意，明年會改進到滿意為止」。

## 祀神
鎮門宮主祀延平郡王鄭成功，另有供奉媽祖、註生娘娘、福德正神，此外2樓供奉鄭成功之母田川氏。因與羌仔寮石母宮都供奉田川氏，促成兩宮廟締結為「姊妹廟」。2015年該廟增祀鄭成功之父鄭芝龍，但神像在2016年底失竊下落不明。
另外該廟三川門虎邊的門神為洋人長相，據說是舊廟時期已存在。2003年曾舉行送鞋儀式，該年5月又在國姓爺「賜封」下成為「鹿耳門神」，並賜名「鹿風」、「耳順」。